# Windtalkers
Windtalkers ist ein US-amerikanischer Kriegsfilm aus dem Jahr 2002 von John Woo.

## Handlung
Den japanischen Streitkräften gelingt zu Beginn des Zweiten Weltkriegs die Eroberung eines Großteils des pazifischen Raumes. Dies lässt sich unter anderem auf die Überlegenheit des japanischen Geheimdienstes zurückführen, der es schafft, einen Großteil des amerikanischen Funkverkehrs abzufangen und zu entschlüsseln.
Daher zieht die US-Kriegsmarine 1942 vermehrt Angehörige des Volkes der Diné (Navajo) ein, um einen auf deren Muttersprache Navajo basierenden Nachrichtencode zu entwickeln. Dieser Navajo-Code leitet mit etwa 400 indianischen „Navajo Code Talkers“ als Funker und Fernmelder im Dienst der Kriegsmarine die Gegenoffensive der USA im Pazifikkrieg ein. Nachdem die Japaner die Sprache der Navajo ohne einen Muttersprachler nicht entschlüsseln können, hat der Schutz der Code Talkers vor einer Gefangennahme höchste Priorität, um den erfolgreichsten Code der Militärgeschichte zu bewahren.
Der hoch dekorierte Marine-Sergeant Joe Enders erhält 1944 den Auftrag, den Navajo Private Ben Yahzee unter allen Umständen zu beschützen. Dem jungen Sergeant Ox Henderson wird der Navajo Charlie Whitehorse anvertraut. Die vier sind an der Schlacht um Saipan beteiligt. Enders und Henderson gehen zunächst auf Distanz zu den ihnen anvertrauten Navajo, wohl wissend, dass sie die schutzbefohlenen Untergebenen im Fall einer drohenden Gefangennahme durch die Japaner töten müssten, um den Navajo-Code zu schützen. Aufgrund ihrer gemeinsamen Erlebnisse in den Wirren des Pazifikkrieges wird dieser Schutzwall jedoch zusehends aufgeweicht. Folglich schafft Enders es nicht, seinen Befehl auszuführen und den ihm anvertrauten Funker Ben zu töten, damit den japanischen Streitkräften der Zugang zum Navajo-Code weiterhin verwehrt bleibt. Stattdessen versucht er, seinem Auftrag gerecht zu werden, indem er die Unversehrtheit des Navajo sowohl über den Schutz des Geheimcodes als auch sein eigenes Leben stellt.
In einem letzten Gefecht, bei dem die beiden eingekesselt werden, will Ben, dass Joe seinen Auftrag erfüllt und ihn tötet. Doch Joe, der inzwischen eine tiefe Freundschaft für den Navajo empfindet, schultert den verletzten Ben und läuft durch den Kugelhagel der Japaner zu seinen Kameraden auf der anderen Seite. Ben wird dabei ein paar Mal angeschossen, aber gemeinsam schaffen sie es, auf die sichere Seite zu gelangen, während ihre Kameraden die japanischen Streitkräfte abwehren. Bomber kommen ihnen zur Hilfe, die die restlichen Truppen zersprengen. Ben ist enthusiastisch darüber, es geschafft zu haben, doch dies währt nicht lange. Denn Joe wurde schwer verwundet, als er seinen Freund rettete, und er stirbt in Bens Armen.
In der Schlussszene sieht man Ben im Kreis seiner Familie. Er hat Joes Erkennungsmarke und führt mit dieser ein Navajo-Ritual zum Totengedenken durch, die Szene endet mit den Worten Bens an seinen Sohn: „Und wenn du von ihm erzählst, dann sag, er war mein Freund.“

## Hintergrund

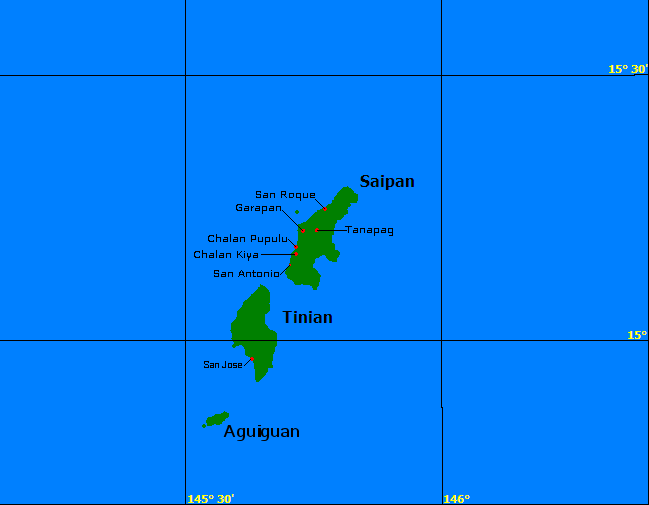
Die Inseln Saipan, Tinian und Aguijan

Der Filmtitel „Windtalkers“ lehnt sich an die Bezeichnung der Navajo für das Funken an – „die mit dem Wind sprechen“. Das Navajo war noch nicht verschriftlicht, weswegen es den deutschen und japanischen Geheimdiensten nicht gelang, den Nachrichtencode zu dechiffrieren. Der Film wurde, nach wahren Begebenheiten, auf Hawaii, in Utah und Kalifornien gedreht.
Während sich die amerikanischen Streitkräfte in der Verfilmung mit der japanischen Zivilbevölkerung gut stellen und sogar schmerzstillende Mittel an bedürftige Kinder verteilen, sah die Wirklichkeit anders aus. Viele überlebende Familien konnten die Besetzung ihres Bodens durch feindliche Soldaten nicht dulden und bevorzugten einen für ihren Kulturkreis ehrenhaften Tod durch Sprung von den Klippen Saipans mitsamt Frauen und Kindern.
Der Film geriet mit einem Budget von 115 Mio. US-Dollar und einem weltweiten Einspielergebnis von nur 78 Mio. US-Dollar zu einem der größten Filmflops der jüngeren Kinogeschichte.
Anders als die dramaturgisch überhöhte Darstellung im Film, einen Navajo Code Talker eher zu töten, als dem Feind in die Hände fallen zu lassen, gab es in Wirklichkeit keine solchen Tötungsbefehle gegen eigene Soldaten.

Im Zweiten Weltkrieg hatte die US-Flagge 48 Sterne

Ein weiterer Fehler, der auch vielen anderen Art Directors in Filmen über diese Zeit passiert, ist die Darstellung der Flagge der USA mit 50 Sternen. Tatsächlich hatten die Vereinigten Staaten 1944 nur 48 Bundesstaaten und die Flagge demzufolge 48 Sterne (Bild). Alaska und Hawaii wurden erst 1959 zu den 49. und 50. Bundesstaaten der USA.
Der Trailer verwendet nicht die von James Horner komponierte Filmmusik, sondern bedient sich in den ersten Sekunden der Musik aus Plunkett & Macleane (1999) von Craig Armstrong, einer von einem unbekannten Komponisten für den Trailer komponierten Musik und abschließend Musik von Hans Zimmer aus Gladiator (2000).

## Kritik
Laut dem Lexikon des internationalen Films handelt es sich bei Windtalkers um einen „Kriegsfilm von John Woo, der sich erzählerisch wie stilistisch eher am Western orientiert und den Krieg nicht als Vater aller Dinge, sondern als Schrecken ohne Sinn beschreibt. In Anlage wie Dramaturgie oft allzu simpel und voller Klischees, sodass lediglich die Eleganz der Bilder und rare Augenblicke der Stille im Gedächtnis bleiben.“